# Liste der Baudenkmale in Bandenitz
In der Liste der Baudenkmale in Bandenitz sind alle Baudenkmale der Gemeinde Bandenitz (Landkreis Ludwigslust-Parchim) und ihrer Ortsteile aufgelistet (Stand: August 2020).

## Bandenitz
| ID | Lage                   | Bezeichnung               | Beschreibung | Bild                      |
| -- | ---------------------- | ------------------------- | ------------ | ------------------------- |
|    | Hauptstraße 13 (Karte) | Wohnhaus                  |              | Weitere Bilder            |
|    | Hauptstraße (Karte)    | Gefallenendenkmal 1914/18 |              | Gefallenendenkmal 1914/18 |

## Besendorf
| ID | Lage                       | Bezeichnung              | Beschreibung | Bild |
| -- | -------------------------- | ------------------------ | ------------ | ---- |
|    | Lindenstraße 18/20 (Karte) | Kate                     |              | Kate |
|    | Lindenstraße 26/28 (Karte) | Kate                     |              |      |
|    | Am Gutshof 2 (Karte)       | Gutshaus mit Gesindehaus |              |      |

## Radelübbe
| ID | Lage                          | Bezeichnung                                                              | Beschreibung | Bild                                |
| -- | ----------------------------- | ------------------------------------------------------------------------ | ------------ | ----------------------------------- |
|    | Ringstraße 21 (Karte)         | Fachwerkscheune mit Natursteinmauer                                      |              | Fachwerkscheune mit Natursteinmauer |
|    | Bakendorfer Weg 7 (Karte)     | Forstamt mit Wohnhaus, zwei Fachwerkscheunen und ehemaligem Pferdestall, |              |                                     |
|    | Raguther Dorfstraße 8 (Karte) | Herrenhaus mit Park                                                      |              |                                     |

## Ehemalige Kulturdenkmale nach Ortsteilen

### Bandenitz
| ID | Lage    | Bezeichnung | Beschreibung | Bild |
| -- | ------- | ----------- | ------------ | ---- |
|    | (Karte) | Wohnhaus    |              |      |
|    | (Karte) | Wohnhaus    |              |      |

### Besendorf
| ID | Lage                    | Bezeichnung | Beschreibung | Bild |
| -- | ----------------------- | ----------- | ------------ | ---- |
|    | Lindenstraße 24 (Karte) | Kate        |              |      |